# 이대서울병원
이화여자대학교 의과대학부속 서울병원(梨花女子大學校 醫科大學部屬 서울病院 / Ewha Womans University Seoul Hospital) 또는 이대서울병원은 서울특별시 강서구에 위치한 종합병원이다. 이화여자대학교에서는 의대 본과교육을 이대목동병원에서 이대서울병원으로 옮겨 시행하고 있다.

## 연혁
- 2014년 4월 이화의료원, 제2부속병원 및 의과대학 설계안 발표
- 2017년 7월 이화의료원, 서울특별시 강서구 마곡지구 새 병원 이름 '이대서울병원'으로 확정
- 2019년 2월 7일 이대서울병원 진료 개시
- 2019년 5월 23일 이대서울병원 정식 개원

## 같이 보기
- 이화여자대학교 의료원
- 이대목동병원
- 이화여자대학교
- 슬기로운 의사생활